# Giuseppe Zappella
Giuseppe Zappella (* 4. Mai 1973 in Mailand) ist ein ehemaliger italienischer Fußballspieler.

## Karriere
Zappella begann seine Karriere 1992 beim Erstligisten AC Mailand. 1993 wechselte er zum Drittligisten Como 1907. 1994 stieg der Verein auf, aber gleich darauf wieder ab. 1996 wechselte er zu AC Monza. 1998 wechselte er zum japanischen Erstligisten Urawa Red Diamonds. Für dem Verein bestritt er 39 Erstligaspiele und schoss dabei vier Tore. 2000 kehrte er nach Italien zurück. Danach spielte er beim Drittligisten Vereinen US Avellino, US Viterbese, US Catanzaro, ASD Calcio Ivrea und US Alessandria Calcio. 2012 beendete er seine Karriere als Fußballspieler.